# Bystrzyca Kłodzka (gmina)
Bystrzyca Kłodzka est une gmina mixte du powiat de Kłodzko, Basse-Silésie, dans le sud-ouest de la Pologne. Son siège est la ville de Bystrzyca Kłodzka, qui se situe environ 16 km au sud de Kłodzko, et 96 km au sud de la capitale régionale Wrocław.
La gmina couvre une superficie de 337,82 km2 pour une population de 19 734 habitants.

## Géographie
La gmina est bordée par la ville de Polanica-Zdrój et les gminy de Kłodzko, Lądek-Zdrój, Międzylesie, Stronie Śląskie et Szczytna. Elle est également frontalière de la République tchèque.